# Rudowsie (okręg wileński)
Rudowsie (lit. Rudausiai) – wieś na Litwie, w okręgu wileńskim, w rejonie wileńskim, w gminie Niemenczyn, przy drodze krajowej 102.

## Historia
W dwudziestoleciu międzywojennym leżały w Polsce, w województwie wileńskim, w powiecie wileńsko-trockim, w gminie Niemenczyn. W 1931 miejscowość liczyła 109 mieszkańców, zamieszkałych w 20 budynkach.
Po II wojnie światowej w granicach Związku Sowieckiego. Od 1991 na niepodległej Litwie.